# Södra Bogeryd
Södra Bogeryd är en bebyggelse i Norra Råda socken i Hagfors kommun, Värmlands län belägen strax norr om Munkfors. Från 2023 klassar SCB området som en separat småort. 